# Ahmès (fille de Seqenenrê Tâa)
Pour les articles homonymes, voir Ahmès.
Ahmès (ou Iâhmès ou encore Ahmosé), dont le nom signifie « Née de Iâh », est une princesse égyptienne de la XVIIe dynastie, fille du roi Seqenenrê Tâa et de sa sœur (ou demi-sœur) et épouse secondaire Satdjéhouty.

## Généalogie
Plusieurs filles du roi Seqenenrê Tâa – sinon la plupart – portent un nom commençant par Ahmès. La momie de l'une d'elles fut découverte en 1903-1905 par Ernesto Schiaparelli dans la tombe QV47 de la vallée des Reines. Sur le linceul qui la recouvrait, la princesse est présentée ainsi : « la fille du roi, sœur du roi, engendrée par le dieu bon, Seqenenrê, fils de Rê, Tâa, et mise au monde par la fille du roi, sœur du roi, épouse du roi, Satdjéhouty ».
Elle n'est jamais présentée comme « épouse du roi ». La forme de son nom indique qu'elle aurait vécu au moins jusqu'à la fin du règne de son demi-frère Ahmôsis Ier. On ne dispose pas, à l'heure actuelle, d'autres informations à son sujet.
Cette momie est aujourd'hui conservée au Musée égyptologique de Turin.

## Photos

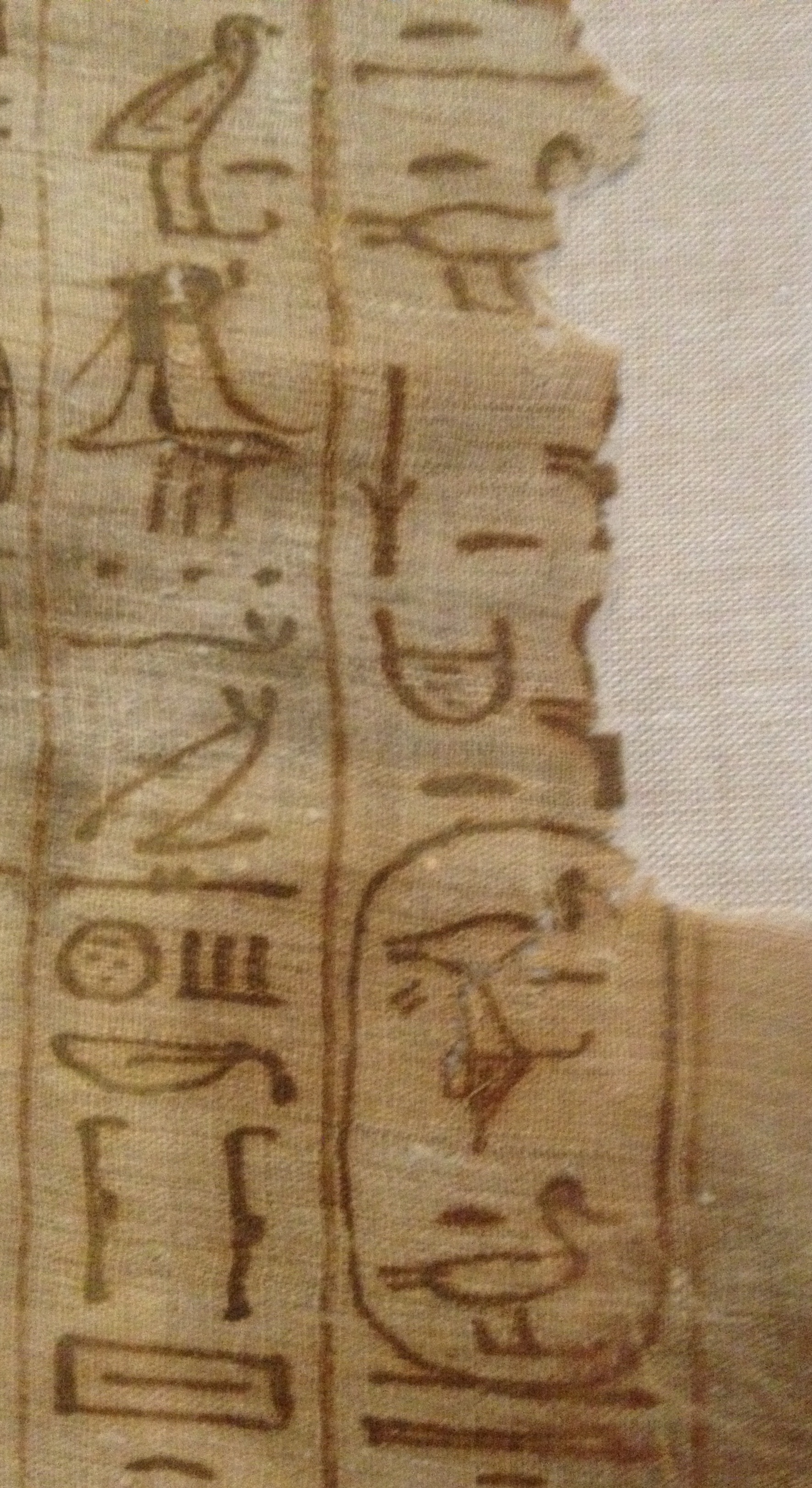
Fragment du linceul de la princesse Iâhmès : titres et nom de sa mère la fille royale, sœur royale et épouse royale Satdjéhouty (Musée égyptologique de Turin).
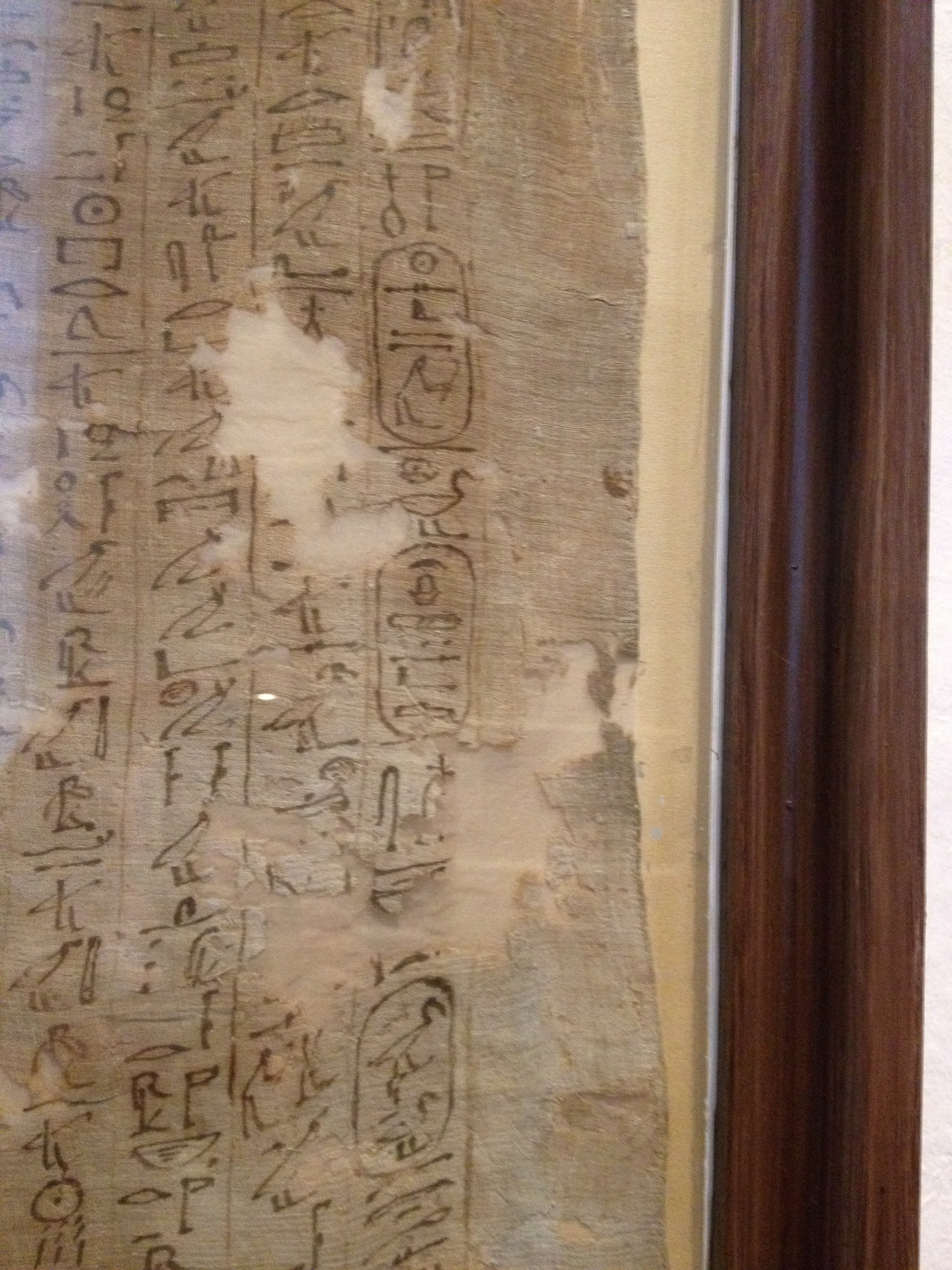
Idem, avec les noms des deux parents de la princesse, le roi Seqenenrê Tâa et Satdjéhouty.
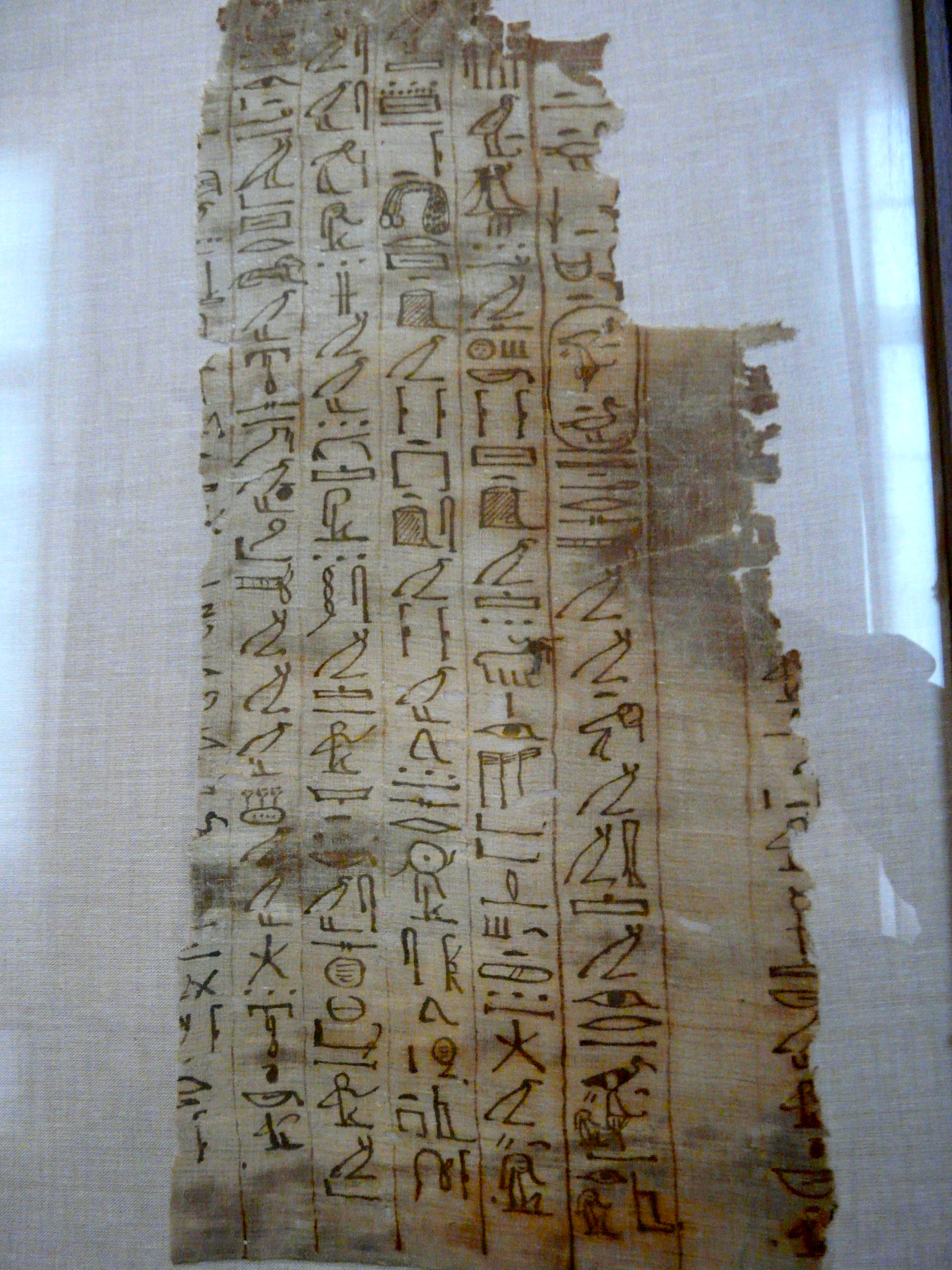
Idem, aperçu des formules funéraires issues du Livre des morts.
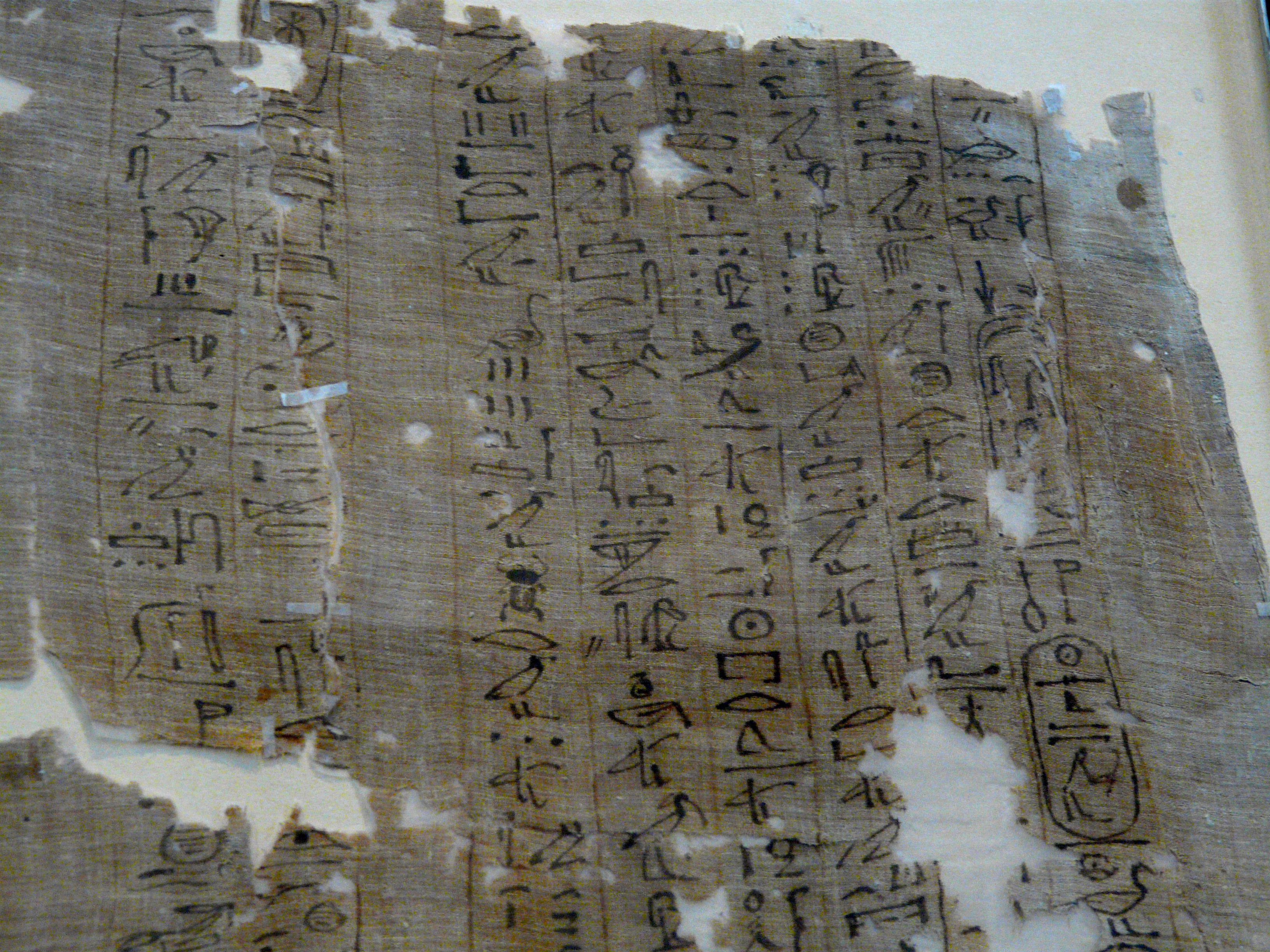
Idem, dans les cartouches de la colonne de droite, le nom d'Iâhmès et de son père le roi Seqenenrê.